# Маньчжурский цокор
Маньчжурский цокор или северокитайский цокор (лат. Myospalax psilurus) — млекопитающее рода цокоров отряда грызунов.

## Внешний вид и строение
Масса тела до 456 г, при средней длине около 20,9 см (19—23,8). Длина хвоста 3,4—5,05 см. Верхняя сторона тела от тёмно-серой до светлой, серовато-охристой. У тёмных экземпляров на затылке часто есть светлое пятно. Волосы на хвосте редкие.

## Распространение
Встречается в Забайкалье, Восточной Монголии, Восточном и Центральном Китае, Приморье.

## Кариотип
Кариотип состоит из 64 хромосом.

## Образ жизни
Образ жизни похож на образ жизни алтайского цокора.

## Размножение
Самка приносит от 2 до 4 детёнышей.

## Маньчжурский цокор и человек
Занесён в Красную книгу Приморского края и Красную книгу России. Точных данных о численности нет.